# 長野総合運輸区
長野総合運輸区（ながのそうごううんゆく）は、長野県長野市にかつて存在した東日本旅客鉄道（JR東日本）長野支社の運転士・車掌が所属する組織である。2024年3月15日限りで廃止し、現在は長野統括センター乗務ユニット。

## 歴史
- 2014年（平成26年）6月1日 - 組織改正が行われ、長野新幹線運輸区と長野運輸区が長野総合運輸区に統合し発足。
- 2024年（令和6年）3月16日 - 長野営業統括センターと統合し、長野統括センター発足。当区は廃止。

## 担当乗務区間

### JR東日本
- 北陸新幹線（東京駅-上越妙高駅間）(長野-上越妙高間は区間列車のみ担当)
- 信越本線（篠ノ井駅-長野駅間)
- 篠ノ井線（篠ノ井駅-塩尻駅間）
- 中央東線（塩尻駅-甲府駅間、岡谷駅-辰野駅-塩尻駅を含む。運転士は塩尻駅-茅野駅のみ※岡谷駅-辰野駅-塩尻駅は除く）
- 飯山線（豊野駅-越後川口駅間）
- 特急しなの（長野駅-塩尻駅間)
- おいこっと（長野駅-十日町駅間）
- リゾートビューふるさと（長野駅-松本駅間）
- ナイトビュー姨捨
- 四季島 (運転士のみ）

### しなの鉄道
- 北しなの線（長野駅 - 豊野駅間、飯山線直通に限る）

| スタブアイコン | サブスタブ | この項目は、まだ閲覧者の調べものの参照としては役立たない、鉄道に関連した書きかけの項目です。この項目を加筆・訂正などしてくださる協力者を求めています（P:鉄道/PJ:鉄道）。 |